# Санина-Шлее, Валентина Николаевна
Валентина Николаевна Санина-Шлее (1 мая 1899 (18 апреля по старому стилю), Киев, Российская империя — 14 сентября 1989, Нью-Йорк, США) — нью-йоркская художница по костюмам, актриса и дизайнер. Создательница моды, чей Дом моды «Валентина» просуществовал более 30 лет и стал классикой американского дизайна. В России больше известна как муза Александра Вертинского, посвятившего ей такие шедевры, как «Буйный ветер», «За кулисами» и «Это все, что от Вас осталось».

## Биография

### Жизнь до эмиграции
Валентина Санина родилась в Киеве 18 апреля 1899 года. Дата её рождения долго оставалась спорной, различные источники указывали и 1894, и 1904 годы, однако более глубокое изучение российского периода биографии Саниной доказывает, что годом её рождения следует считать 1899. Свой возраст Санина убавляла неоднократно, уже живя в Америке, и всю жизнь упорно придерживалась ею же созданной версии.
Окончив киевскую гимназию, Валентина Санина, мечтавшая стать актрисой, поступила на драматические курсы, по окончании которых стала пробовать себя на сцене.
Революционные потрясения[уточнить] застали Санину в Харькове, где она познакомилась с Александром Вертинским. Закончился роман в том же 1918 году. Вертинский уехал в Одессу на гастроли, затем в Крым и Константинополь. Они встретились вновь в Нью-Йорке в 1930-е годы, когда Валентина Санина стала создательницей моды, а Вертинский — гастролёром в Америке.

### Замужество и эмиграция
В годы гражданской войны Валентина Санина вышла замуж за Георгия Шлея, ставшего впоследствии театральным антрепренёром и миллионером. Эмигрировав через Константинополь и Грецию, чета поселилась в Италии, затем в Париже и, наконец, в 1923 году переехала в Нью-Йорк.
Дебютировав в качестве художника по костюмам ещё в 1930-е годы, Санина создавала наряды для Греты Гарбо, Марлен Дитрих, Полы Негри, Джудит Андерсон, Кэтрин Хепбёрн и других звезд.
Георгий Шлей покинул Санину, уйдя к её лучшей подруге, Грете Гарбо.
Санина скончалась в Нью-Йорке 14 сентября 1989 года в девяностолетнем возрасте.